# Fieberiella kritiella
Fieberiella kritiella är en insektsart som beskrevs av Dlabola 1989. Fieberiella kritiella ingår i släktet Fieberiella och familjen dvärgstritar. Inga underarter finns listade i Catalogue of Life.